# ORCID

ORCID ( pronunciació en anglès (?·pàg.)), acrònim d'Open Researcher and Contributor Identifier (en català, identificador obert d'investigadors i contribuïdors) és un codi numèric que té l'objectiu d'identificar de manera unívoca els autors acadèmics. Aquest codi vol resoldre el problema de diferenciar els autors de les publicacions científiques, ja que hi ha molts noms que poden correspondre a persones diferents. A més, el nom d'una persona pot patir canvis al llarg de la seva vida (per casament, canvi d'hàbits...), amb la qual cosa una persona pot trobar-se anomenada amb variants, en el conjunt de la documentació on apareix esmentada. Un codi numèric resol aquest problema, com també el generat pels noms dels autors que compten amb més d'un cognom i se citen diferent, segons les cultures. El projecte vol crear una identitat única i permanent per a cada autor, semblantment a la que existeix per identificar llibres (ISBN), publicacions en sèrie (ISSN) o objectes digitals (DOI). ORCID ofereix un registre independent que vol convertir-se de facto en un estàndard per a la citació científica clàssica, des que el 16 d'octubre de 2012 l'organització va llençar els seus serveis de registre i va començar a fer servir aquest identificador.